# Kemalpaşa, Tokat
Kemalpaşa là một thị trấn thuộc thành phố Tokat, tỉnh Tokat, Thổ Nhĩ Kỳ. Dân số thời điểm năm 2011 là 1.288 người.